# Little Spirit: Christmas in New York
Little Spirit: Christmas in New York es una película animada estrenada el 10 de diciembre de 2008 en Estados Unidos por la televisora NBC. Es un cuento de Navidad que muestra la diversidad étnica de esta ciudad, con Danny DeVito como protagonista en su versión en inglés y con el mexicano Adal Ramones para la versión en español, es del escritor y cineasta mexicano Leopoldo Gout, en su primera dirección para televisión. 

## Sinopsis
Little Spirit: Christmas in New York cuenta la historia de Leo, un niño cuya familia se muda a Nueva York poco antes de Navidad y que se refugia en su perrita Ramona, al encontrarse en un mundo nuevo para él. Leo pierde a su mascota en el Parque Central, pero, un espíritu mágico le ayuda a recuperarla llevándolo a una travesía por distintos lugares y celebraciones de esta festividad. 
La historia, narrada por un taxista (Danny DeVito/Adal Ramones).